# Phelsuma mutabilis
Espèce
Synonymes
- Pachydactylus mutabilis Grandidier, 1869
- Phelsuma androyense Mocquard, 1901
- Phelsumia micropholis Boettger, 1913

Statut de conservation UICN

 LC  : Préoccupation mineure
Statut CITES
Phelsuma mutabilis est une espèce de geckos de la famille des Gekkonidae.

## Répartition
Cette espèce est endémique de l'Ouest de Madagascar.

## Description
C'est un gecko de couleur marron, avec une queue assez massive plus claire. Des petits points plus clairs ou plus sombres sont visibles sur le dos, et une ligne sombre va du nez jusqu'au cou en passant par les yeux.

## Publication originale
- Grandidier, 1869 : Descriptions de quelques animaux nouveaux découverts, pendant l'année 1869, sur la côte ouest de Madagascar. Revue et Magazine de Zoologie (Paris), ser. 2, vol. 21, p. 337-342 (texte intégral).